# روسلان ناخوشيف
روسلان ناخوشيف (بالروسية: Нахушев, Руслан Юрьевич)‏ (5 سبتمبر 1984 بنالتشيك في روسيا - ) هو لاعب كرة قدم روسي في مركز الدفاع. شارك مع منتخب روسيا تحت 21 سنة لكرة القدم. أما مع النوادي، فقد لعب مع أنجي محج قلعة وتوم تومسك ولوكوموتيف موسكو ونادي سيسكا موسكو ونادي كراسنودار ونادي موردوفيا سارانسك ونادي ساتورن رامنسكوي وسبارتاك نالتشيك ونادي خيمكي.

## وصلات خارجية
- روسلان ناخوشيف على موقع قاعدة بيانات كرة القدم.إي يو (الإنجليزية)
- روسلان ناخوشيف على موقع Soccerway.com (الإنجليزية)